# Yany Prado
Yany Prado (Cuba, 2 gennaio 1991) è un'attrice cubana, nota per aver interpretato Gina in Sky Rojo e Génesis in La doble vida de Estela Carrillo.

## Biografia
Prado è nata a Cuba e all'età di undici anni sì è trasferita in Messico. Ha frequentato il Centro de Educación Artística di Televisa, dove ha studiato recitazione.

## Carriera
Prado ha esordito nel 2010 interpretando Carolina nella serie televisiva messicana La rosa de Guadalupe. Nel 2017 ha recitato nella serie La doble vida de Estela Carrillo, nei panni di Génesis; grazie a questo ruolo ha ottenuto la nomination come migliore giovane attrice protagonista alla 36ª edizione dei TVyNovelas Awards.
Nel 2018 ha interpretato Luz María 'La Negra' nella serie TV messicana Tres Milagros mentre l'anno seguente La Luchis in Ringo e Irma in La reina soy yo.
Nel 2021 interpreta Gina nella serie Netflix Sky Rojo, ideata da Álex Pina.

## Filmografia
- La rosa de Guadalupe - serie TV, 4 episodi (2010-2014)
- Como dice el dicho - serie TV, 1 episodio (2015)
- La doble vida de Estela Carrillo - serie TV, 67 episodi (2017)
- Tres Milagros - serie TV, 55 episodi (2018)
- Ringo - serie TV, 5 episodi (2019)
- La reina soy yo - serie TV, 61 episodi (2019)
- Sky Rojo - serie TV, 16 episodi (2021-in corso)

## Riconoscimenti
- TVyNovelas
  - 2018 – Candidatura come miglior giovane attrice protagonista per La doble vida de Estela Carrillo[1]